# Michael Vicente Gazzo
Michael Vincente Gazzo (Hillside, 5 april 1923 – Los Angeles, 14 februari 1995) was een Amerikaans toneelschrijver, scenarioschrijver en acteur.
Gazzo's eerste grote succes was zijn toneelstuk A Hatful of Rain over een drugsverslaving, dat 389 maal werd opgevoerd in 1955-1956.
Zijn tweede en laatste toneelstuk The Night Circus was een flop. Het werd in 1958 slechts zeven keer gespeeld.
Intussen was A Hatful of Rain onder dezelfde titel succesvol verfilmd door Fred Zinneman en werd Gazzo een scenarioschrijver. Uiteindelijk werd hij acteur. Wegens zijn hese stem werd hij een van de populairste karakter-acteurs van de jaren zeventig.
Toen Richard Castellano (die in The Godfather de rol van Clemenza speelde) weigerde om in The Godfather Part II mee te spelen, werd een nieuw personage bedacht: Frank Pentangeli, de opvolger van Clemenza. Die rol was uiteindelijk voor Gazzo en maakte van hem niet alleen een ster in Hollywood maar hij kreeg er ook een Academy Award-nominatie voor.
Gazzo bleef tot aan zijn dood meewerken aan allerlei films. Hij speelde vaak de rol van maffiabaas of andere gangsters.
Hij overleed op 71-jarige leeftijd aan een beroerte.
- Biblioteca Nacional de España: XX1282759
- Bibliothèque nationale de France: cb14100633h (data)
- Gemeinsame Normdatei: 144054892
- International Standard Name Identifier: 0000 0001 1875 5071
- Library of Congress Control Number: n86872683
- Nationale Bibliotheek van Tsjechië: xx0170969
- Nationale Bibliotheek van Israël: 987007525262205171
- Nationale Bibliotheek van Polen: a0000003594502
- SNAC: w6d80tdm
- Système universitaire de documentation: 168121166
- Virtual International Authority File: 44506146
- WorldCat: E39PBJyX4jvjDcVpj3t73XtMyd